# 西安地铁1号线
西安地铁1号线是西安地铁的线路之一，又称西安轨道交通1号线，全长42公里（其中一期25.36公里，二期6.093公里，三期10.61公里），为轨道交通线网中的东西骨干线路，全部为地下线；西起咸阳西站，东至纺织城，线路标识色为 Pantone 3005C 。1号线与地铁2号线在北大街换乘，与3号线在通化门站换乘，与4号线在五路口站换乘。1号线二、三期开通后，新增与地铁16号线在上林路换乘，与地铁6号线、地铁9号线在纺织城换乘。1号线日均客流在40万人次以上，2021年4月30日创造单日客流记录93.34万人次，最小行车间隔3分07秒。

## 历史
根据2004年编制的《西安市城市快速轨道交通建设规划》，西安地铁由6条线组成，总长251.8公里。其中，作为骨干线路的东西线为“一号线”，南北线为“二号线”。在综合考虑了客流量，以及2号线将连接西安北站、城市行政中心和三个开发区的重要地位，最后决定2号线先于1号线建设。
- 2008年10月30日，地铁1号线金花路站（试验段）先期开建。
- 2008年12月2日，西安地铁1号线一期工程（后卫寨—纺织城）正式通过国家发改委审批，标志着1号线正式获准开建。
- 2009年2月27日，西安市政府常务会审定并公布了1号线一期工程19个车站及车辆段、停车场的站名。
- 2012年5月6日，西安地铁1号线隧道贯通。
- 2012年12月26日，西安地铁1号线全线电通。
- 2013年9月15日，西安地铁1号线全线开通运营。
- 2014年10月，西安地铁1号线二期工程开工[3]。
- 2019年6月12日，国家发改委批复了《西安市城市轨道交通第三期建设规划（2019-2024）》，1号线三期工程自秦都站至森林公园站，线路长10.5公里，设车站7座，投资70.09亿元，项目建设工期为5年[4]。
- 2019年9月26日，西安地铁1号线二期工程开通运营[5]。
- 2019年10月8日，西安地铁官网发布了《西安市地铁一号线三期工程（秦都站～森林公园）环境影响报告书（征求意见稿）》，其中1号线三期长度变更为10.61公里。[1]
- 2019年12月3日，西安地铁一号线三期工程开工[6]。
- 2023年9月21日，1号线三期工程开通初期运营[7]。

## 车站列表
西安地铁1号线共设30座车站。车辆基地共3座，分别是西咸车辆段、灞河停车场、珠泉路停车场。
| 区段 | 站名           | 行政区 | 行政区        | 启用日期      | 接驳线路    | 站台类型     |
| ---- | -------------- | ------ | ------------- | ------------- | ----------- | ------------ |
| 三期 | 咸阳西站       | 咸阳市 | 秦都区        | 2023年9月21日 | 咸阳西站    | 地下岛式站台 |
| 三期 | 宝泉路         | 咸阳市 | 秦都区        | 2023年9月21日 |             | 地下岛式站台 |
| 三期 | 中华西路       | 咸阳市 | 秦都区        | 2023年9月21日 |             | 地下岛式站台 |
| 三期 | 安谷           | 咸阳市 | 秦都区        | 2023年9月21日 |             | 地下岛式站台 |
| 三期 | 陈杨寨         | 咸阳市 | 秦都区        | 2023年9月21日 |             | 地下岛式站台 |
| 三期 | 白马河         | 咸阳市 | 秦都区        | 2023年9月21日 |             | 地下岛式站台 |
| 三期 | 陕西中医药大学 | 咸阳市 | 秦都区        | 2023年9月21日 |             | 地下岛式站台 |
| 二期 | 沣河森林公园   | 咸阳市 | 秦都区        | 2019年9月26日 |             | 地下岛式站台 |
| 二期 | 北槐           | 咸阳市 | 秦都区        | 2019年9月26日 |             | 地下岛式站台 |
| 二期 | 上林路         | 咸阳市 | 秦都区        | 2019年9月26日 | 16号线      | 地下岛式站台 |
| 二期 | 沣东自贸园     | 西安市 | 未央区        | 2019年9月26日 |             | 地下岛式站台 |
| 一期 | 后卫寨         | 西安市 | 未央区        | 2013年9月15日 |             | 地下岛式站台 |
| 一期 | 三桥           | 西安市 | 未央区        | 2013年9月15日 |             | 地下岛式站台 |
| 一期 | 皂河           | 西安市 | 未央区        | 2013年9月15日 |             | 地下岛式站台 |
| 一期 | 枣园           | 西安市 | 莲湖区        | 2013年9月15日 |             | 地下岛式站台 |
| 一期 | 汉城路         | 西安市 | 莲湖区        | 2013年9月15日 |             | 地下岛式站台 |
| 一期 | 开远门         | 西安市 | 莲湖区        | 2013年9月15日 | 8号线       | 地下岛式站台 |
| 一期 | 劳动路         | 西安市 | 莲湖区        | 2013年9月15日 |             | 地下岛式站台 |
| 一期 | 玉祥门         | 西安市 | 莲湖区        | 2013年9月15日 |             | 地下岛式站台 |
| 一期 | 洒金桥         | 西安市 | 莲湖区        | 2013年9月15日 |             | 地下岛式站台 |
| 一期 | 北大街         | 西安市 | 莲湖区 新城区 | 2013年9月15日 | 2号线       | 地下侧式站台 |
| 一期 | 五路口         | 西安市 | 新城区        | 2013年9月15日 | 4号线       | 地下岛式站台 |
| 一期 | 朝阳门         | 西安市 | 新城区        | 2013年9月15日 |             | 地下岛式站台 |
| 一期 | 康复路         | 西安市 | 新城区        | 2013年9月15日 |             | 地下岛式站台 |
| 一期 | 通化门         | 西安市 | 新城区        | 2013年9月15日 | 3号线       | 地下岛式站台 |
| 一期 | 万寿路         | 西安市 | 新城区        | 2013年9月15日 | 8号线       | 地下岛式站台 |
| 一期 | 长乐坡         | 西安市 | 灞桥区        | 2013年9月15日 |             | 地下岛式站台 |
| 一期 | 浐河           | 西安市 | 灞桥区        | 2013年9月15日 |             | 地下岛式站台 |
| 一期 | 半坡           | 西安市 | 灞桥区        | 2013年9月15日 |             | 地下岛式站台 |
| 一期 | 纺织城         | 西安市 | 灞桥区        | 2013年9月15日 | 6号线 9号线 | 地下侧式站台 |